# Masłówka (dopływ Orli)
Masłówka – rzeka, prawy dopływ Orli o długości 35,76 km i powierzchni zlewni 287,8 km².
Obszarem źródliskowym są tereny leśne w okolicy miejscowości Krobia. Rzeka jest odbiornikiem ścieków z zakładu mięsnego i oczyszczalni komunalnej w Gołaszynie. Około 3 km na północny zachód od Rawicza znajduje się na Masłówce zbiornik retencyjny Izbice. Do Orli uchodzi  w jej 13,4 km biegu.
Główne dopływy Masłówki to:
- prawobrzeżne – Czarny Rów, Grobelka
- lewobrzeżne – Stara Pijawka, Nowa Pijawka, Jelenia Struga.